# Haftkel (shahrestan)
Haftkel (persiska: شهرستان هفتکل, هفتکل) är en delprovins (shahrestan) i Iran.   Den ligger i provinsen Khuzestan, i den centrala delen av landet, 500 km söder om huvudstaden Teheran.
Delprovinsen hade 22 119 invånare 2016.